# Creocele cardinalis
Creocele cardinalis är en fiskart som först beskrevs av Ramsay 1882.  Creocele cardinalis ingår i släktet Creocele och familjen dubbelsugarfiskar. Inga underarter finns listade i Catalogue of Life.